# Tifernus Mons
Tifernus Mons (en grec antic Τίφερνος) va ser el nom llatí d'una muntanya d'Itàlia, part d'una serralada anomenada Monte Matese.
L'any 295 aC l'exèrcit samnita va establir posicions fortificades al cim de la muntanya, però tot i així van ser derrotats allí per cònsol romà L. Volumnius Flamma. Titus Livi, quan descriu les guerres samnites, parla de Tifernum, que podria ser una ciutat, que no és esmentada en cap altre lloc, però segurament es refereix a la muntanya.
En aquestes muntanyes hi neix el riu Biferno, que també s'anomena Tiferno.